# Karla Bonoff

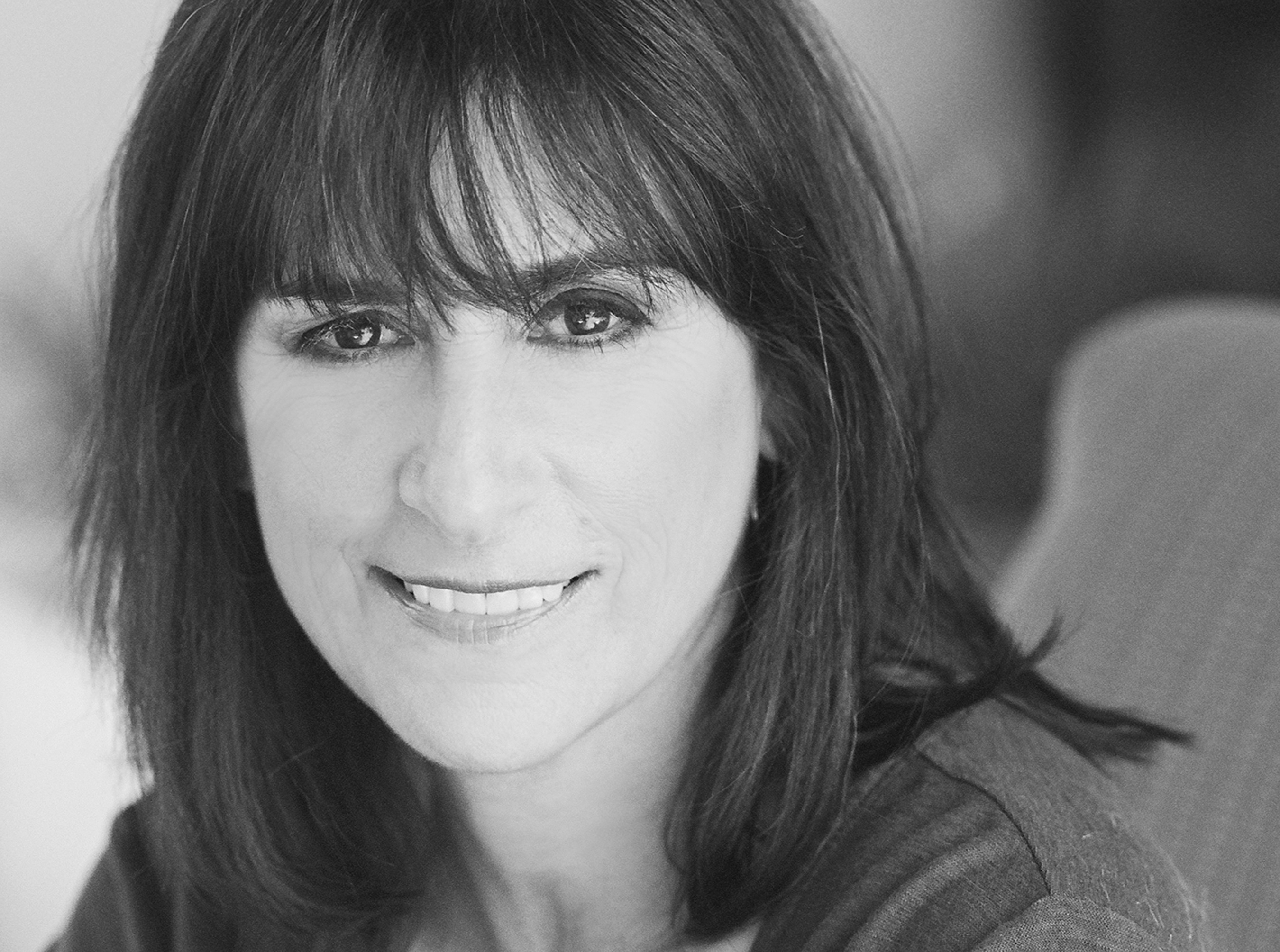
Karla Bonoff

Karla Bonoff (* 27. Dezember 1951 in Santa Monica, Kalifornien) ist eine US-amerikanische Singer-Songwriterin.

## Songwriting
Karla Bonoff hat unter anderem Home für Bonnie Raitt, Tell Me Why für Wynonna Judd und Isn't It Always Love für Lynn Anderson geschrieben. Linda Ronstadt hat mehrere ihrer Songs eingespielt, darunter Someone to Lay Down Beside Me, Trouble Again, All My Life oder Falling Star. Stilistisch wird Bonoff überwiegend der Westcoast-Musik oder dem Folk-Rock zugeordnet. Ihre Hauptinstrumente sind das Klavier und die akustische Gitarre.

## Sängerin
Bonoff hatte sich nicht nur als Autorin, sondern auch als Background-Sängerin für Ronstadt einen Namen gemacht, bevor sie 1977 ihr erstes eigenes Album Karla Bonoff aufnahm. Sie schaffte damit in den US-Charts eine Position unter den Top 100 ebenso wie mit der ausgekoppelten Single I Can't Hold On. Ihre beiden folgenden Alben Restless Nights (1979) und Wild Heart of the Young (1982) erreichten Platzierungen unter den Top 50; mit der Single Personally belegte sie 1982 kurzfristig die Position 19 bei den Billboard Hot 100. Nach dem weniger erfolgreichen Album New World (1988) legte sie eine längere Studiopause ein und konzentrierte sich wieder stärker auf das Schreiben von Liedern. Im September 2007 erschien mit einem Live-Album erstmals wieder eine neue eigene Produktion.

## Mitglied von Bryndle
Karla Bonoff war Mitglied der Gruppe Bryndle, der neben ihr Wendy Waldman, Kenny Edwards und bis 1996 Andrew Gold angehörten. Nach einer ersten Phase der Zusammenarbeit in den frühen 1970er-Jahren, die allerdings nur zur Veröffentlichung des von Bonoff geschriebenen Songs Woke up this Morning als Single führte, war die Gruppe hauptsächlich in der Mitte der 1990er-Jahre aktiv. 1995 erschien das Studioalbum Bryndle. Vor einer Tournee erklärte Gold 1996 seinen Rückzug von der Gruppe. Die drei verbliebenen Mitglieder Bonoff, Edwards und Waldman nahmen 2001 die Arbeit an einem zweiten Studioalbum auf, das Anfang 2002 unter dem Titel House of Silence erschien und auch Beiträge von Andrew Gold enthält.

## Diskografie

### Studioalben
| Jahr | Titel                   | Höchstplatzierung, Gesamtwochen, AuszeichnungChartsChartplatzierungen (Jahr, Titel, Platzierungen, Wochen, Auszeichnungen, Anmerkungen) | Anmerkungen                         |
| Jahr | Titel                   | US | Anmerkungen                         |
| ---- | ----------------------- | --- | ----------------------------------- |
| 1977 | Karla Bonoff            | US52 Gold · (40 Wo.)US | Erstveröffentlichung: November 1977 |
| 1979 | Restless Nights         | US31 (26 Wo.)US | Erstveröffentlichung: November 1979 |
| 1982 | Wild Heart of the Young | US49 (35 Wo.)US | Erstveröffentlichung: Juni 1982     |

Weitere Veröffentlichungen
- 1988: New World
- 1995: Bryndle (mit Bryndle)
- 1999: All My Life: The Best of
- 2002: House of Silence (mit Bryndle)
- 2007: Live
- 2019: Carry Me Home

### Singles
| Jahr | Titel Album                               | Höchstplatzierung, Gesamtwochen, AuszeichnungChartsChartplatzierungen (Jahr, Titel, Album, Platzierungen, Wochen, Auszeichnungen, Anmerkungen) | Anmerkungen                          |
| Jahr | Titel Album                               | US | Anmerkungen                          |
| ---- | ----------------------------------------- | --- | ------------------------------------ |
| 1978 | I Can’t Hold On Karla Bonoff              | US76 (4 Wo.)US | Erstveröffentlichung: Januar 1978    |
| 1980 | Baby Don’t Go Restless Nights             | US69 (7 Wo.)US | Erstveröffentlichung: Februar 1980   |
| 1982 | Personally Wild Heart of the Young        | US19 (18 Wo.)US | Erstveröffentlichung: April 1982     |
| 1982 | Please Be the One Wild Heart of the Young | US63 (7 Wo.)US | Erstveröffentlichung: September 1982 |

Weitere Singles
- 1979: When You Walk in the Room
- 1984: Somebody's Eyes
- 2021: A Night Full of Rain